# Francesco Scognamiglio
Francesco Scognamiglio (Pompei, 26 giugno 1975) è uno stilista italiano.

## Carriera
Dopo aver studiato presso l'Istituto Superiore di Design (ISD) di Napoli, Francesco Scognamiglio inizia a collaborare con alcune importanti case di moda come Versace. Nel 1998 apre la propria boutique monomarca. Due anni dopo, nel 2000 Scognamiglio esordisce nel campo dell'alta moda al Palazzo Barberini con una collezione ispirata alla moda degli anni ottanta.
Nel 2007 Scognamiglio disegna gli abiti per la top model Eva Riccobono in occasione dell'evento Jaeger Le Coultre al Festival del cinema di Venezia. Il 28 febbraio 2008 Paola & Chiara indossano la griffe sul palcoscenico del Teatro Ariston per il Festival di Sanremo 2008. Nel 2008 anche la cantante Madonna indossa alcuni abiti disegnati per lei da Scognamiglio, per il video musicale del brano Give It 2 Me, rendendo il marchio popolare anche negli Stati Uniti.
Nel 2009 debutta nel campo della moda maschile durante Pitti Immagine Uomo, con il marchio Allegri. Nel 2010 ha realizzato il bizzarro abito a strati indossato da Lady Gaga in occasione dei BRIT Awards 2010.
Nel 2014, in occasione dei Grammy Awards, Madonna indossa anche un abito di Scognamiglio. In passerella per Scognamiglio sfilano modelle internazionali come Daiane Conterato, Coco Rocha, Irina Lazareanu, Karmen Pedaru, Catherine McNeil, e Maria Carla Boscono e altre ancora.
Emma indossa per il red carpet degli Eurovision Song Contest 2014 un abito di Scognamiglio.